# 斯特雷
斯特雷（烏克蘭語：Стрий，羅馬化：Stryi，發音：[strɪi̯]）是乌克兰西部利沃夫州斯特雷區斯特雷市镇内的城市，为该区及该市镇的行政中心（该市在2020年7月18日前为该州的州辖市，并不在该区的管辖范围内）。该市位于斯特雷河畔，面积为17平方公里，海拔高度296米，2022年人口数量为59,425人。

## 图集

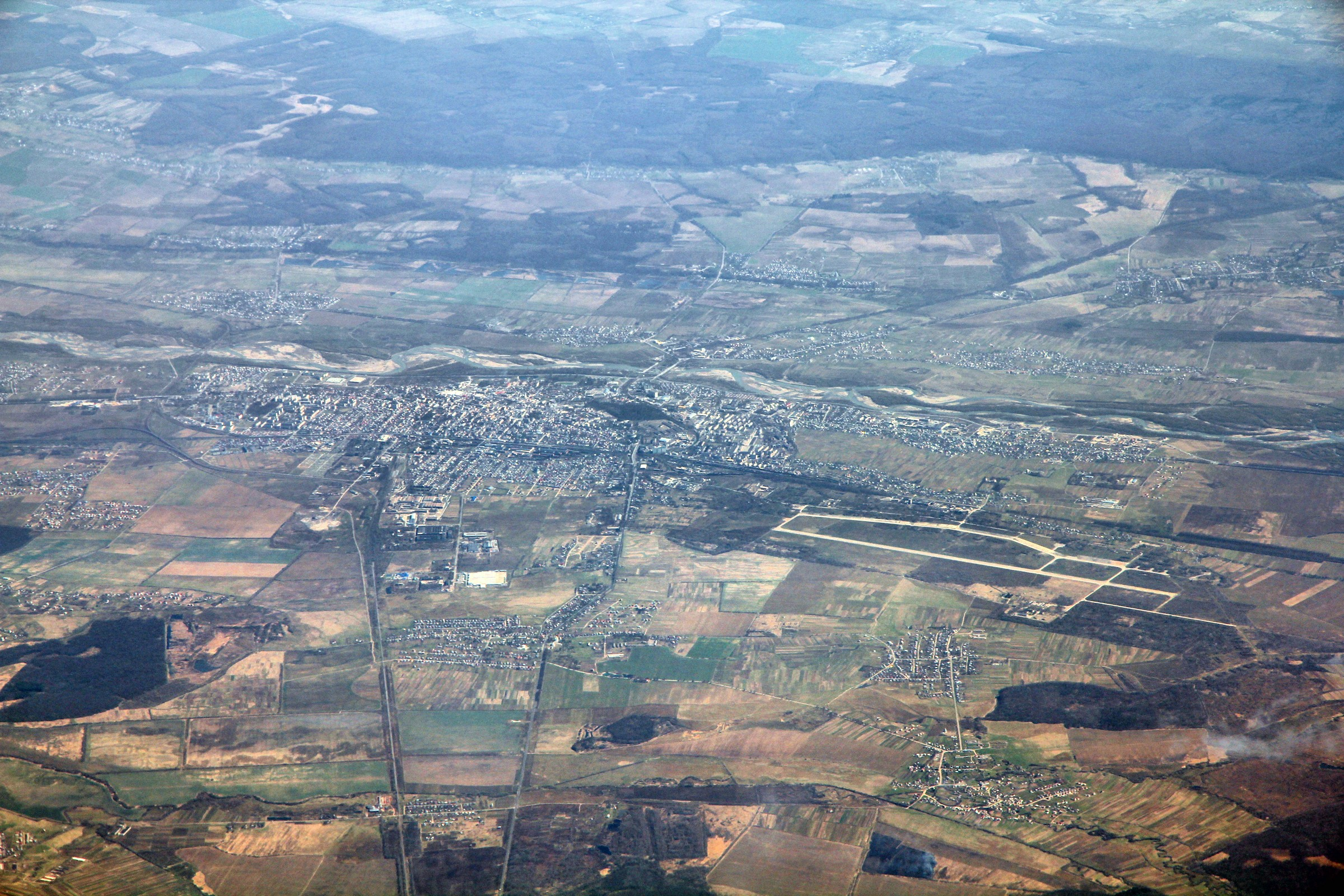
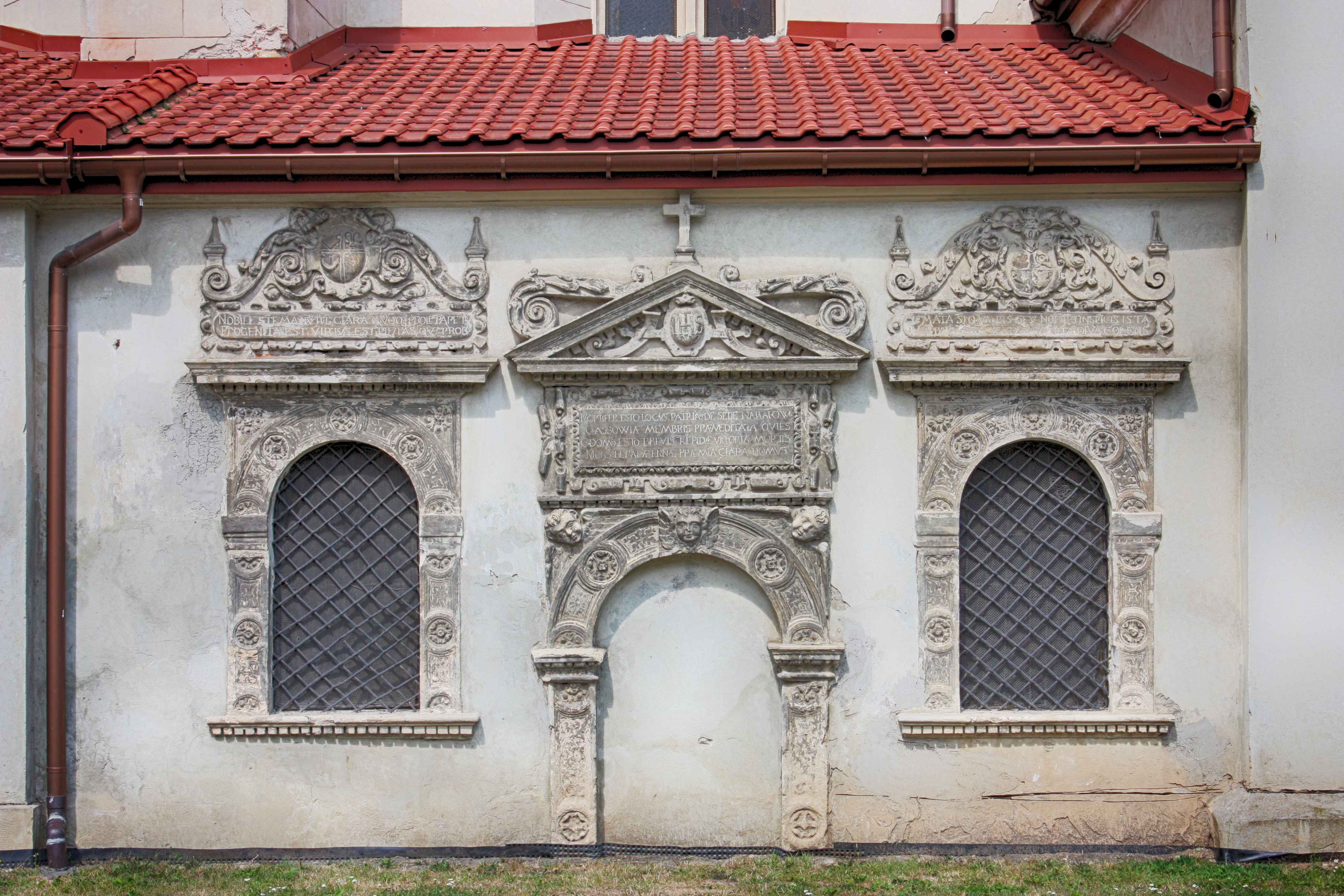
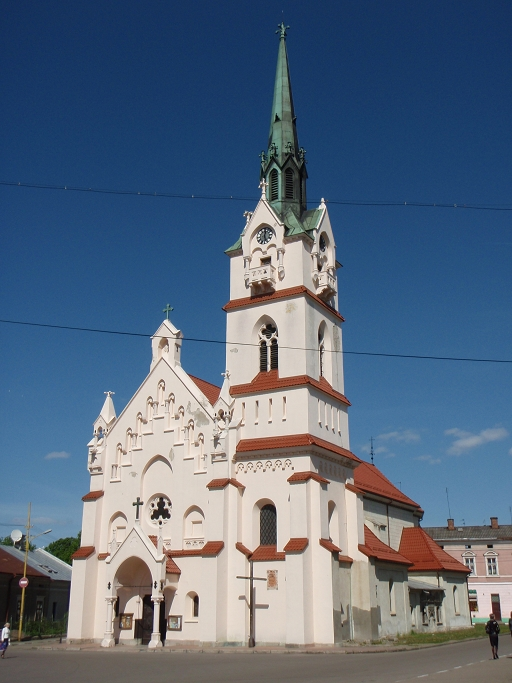
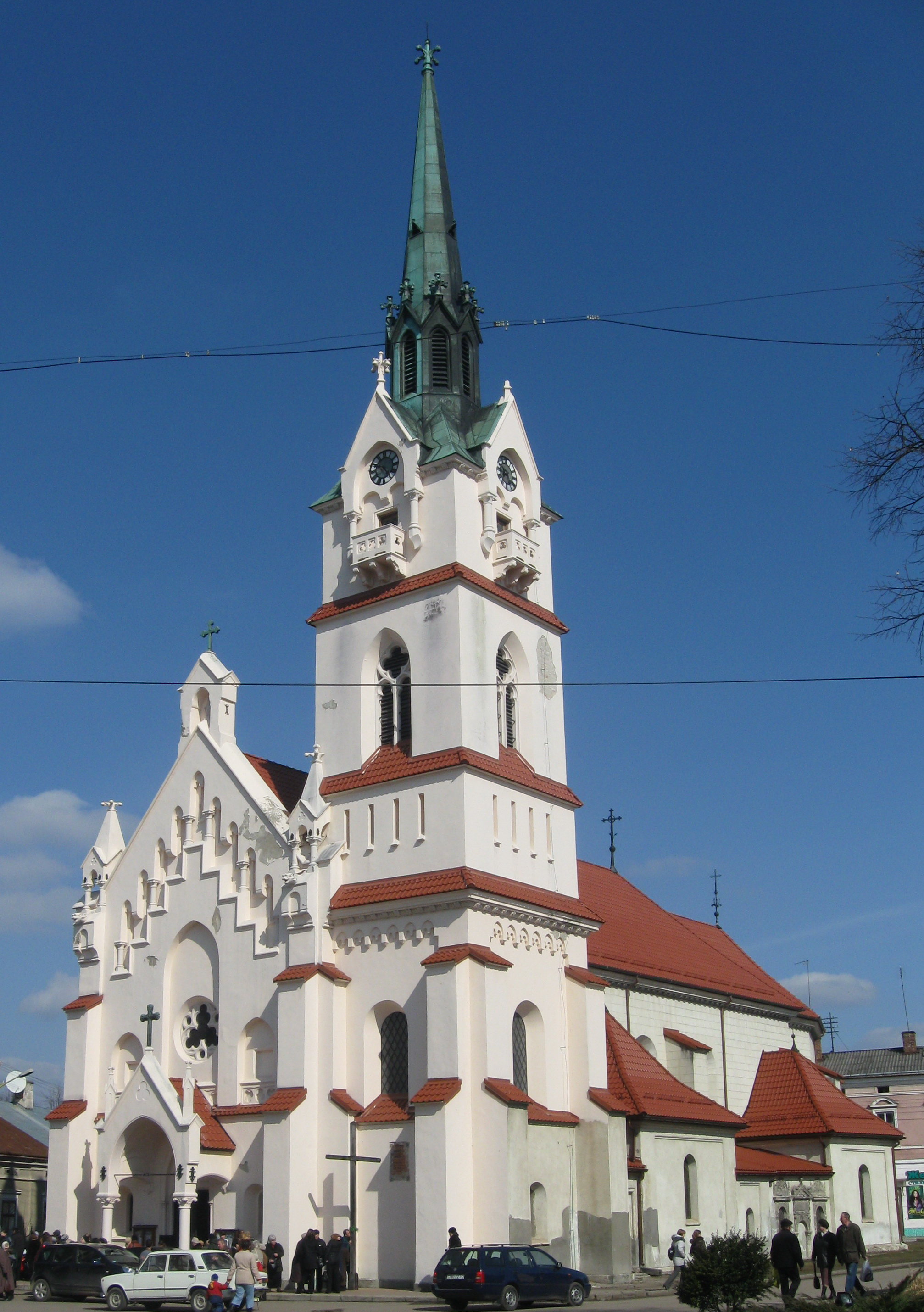
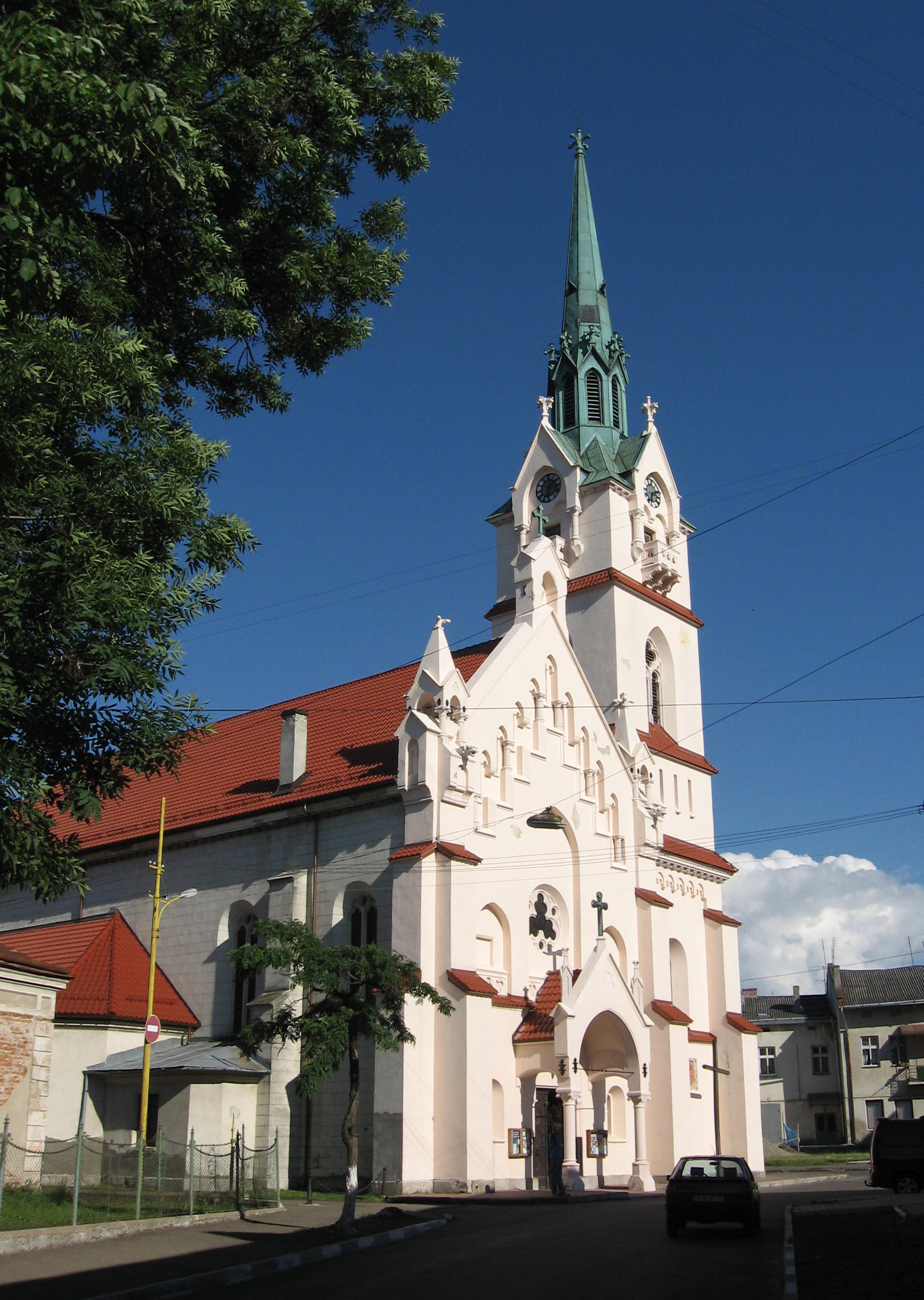
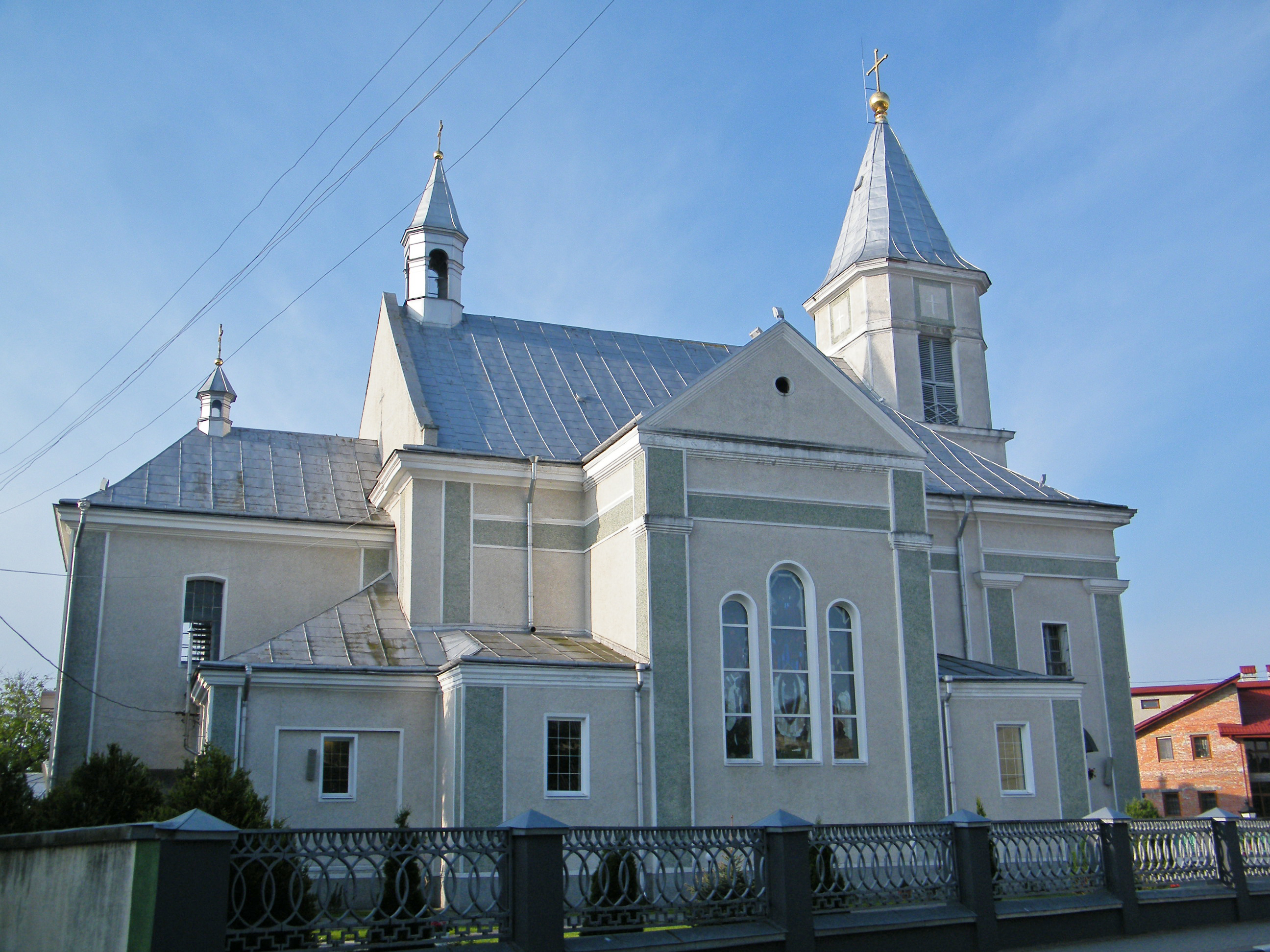
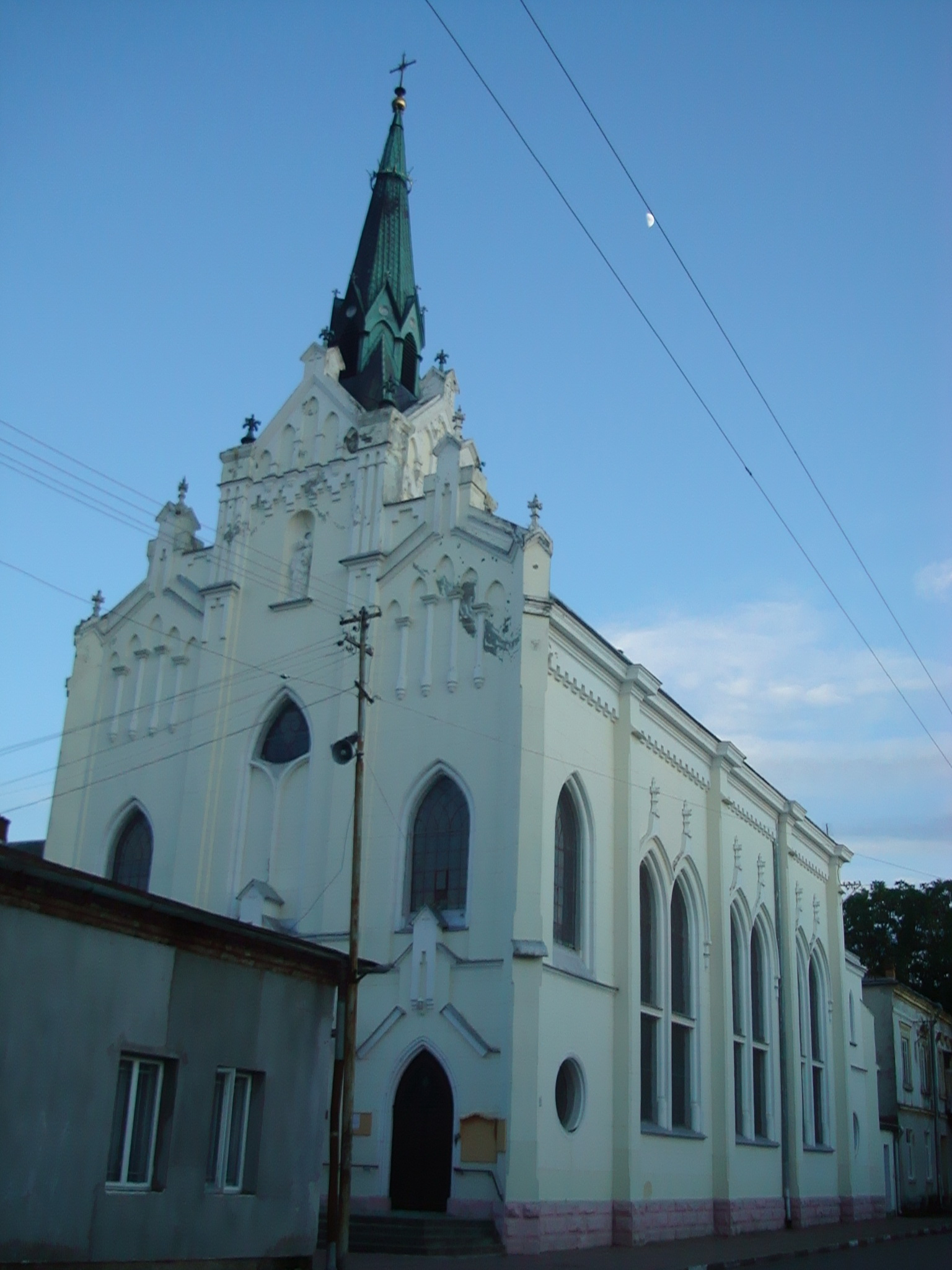
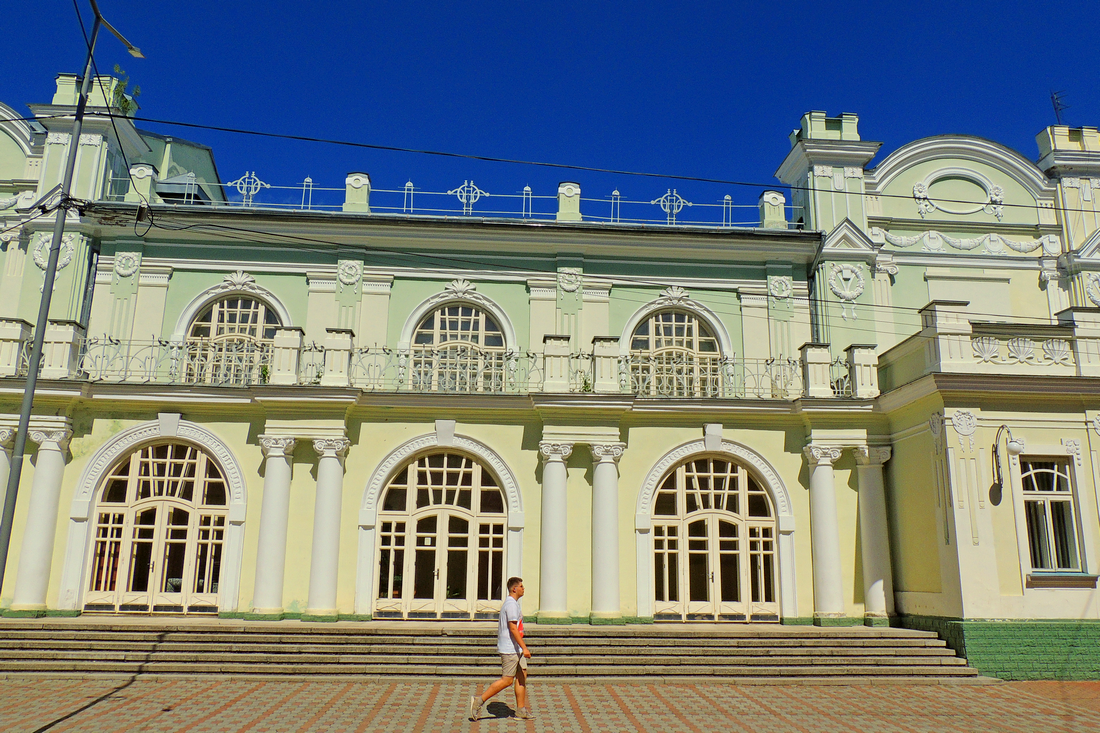
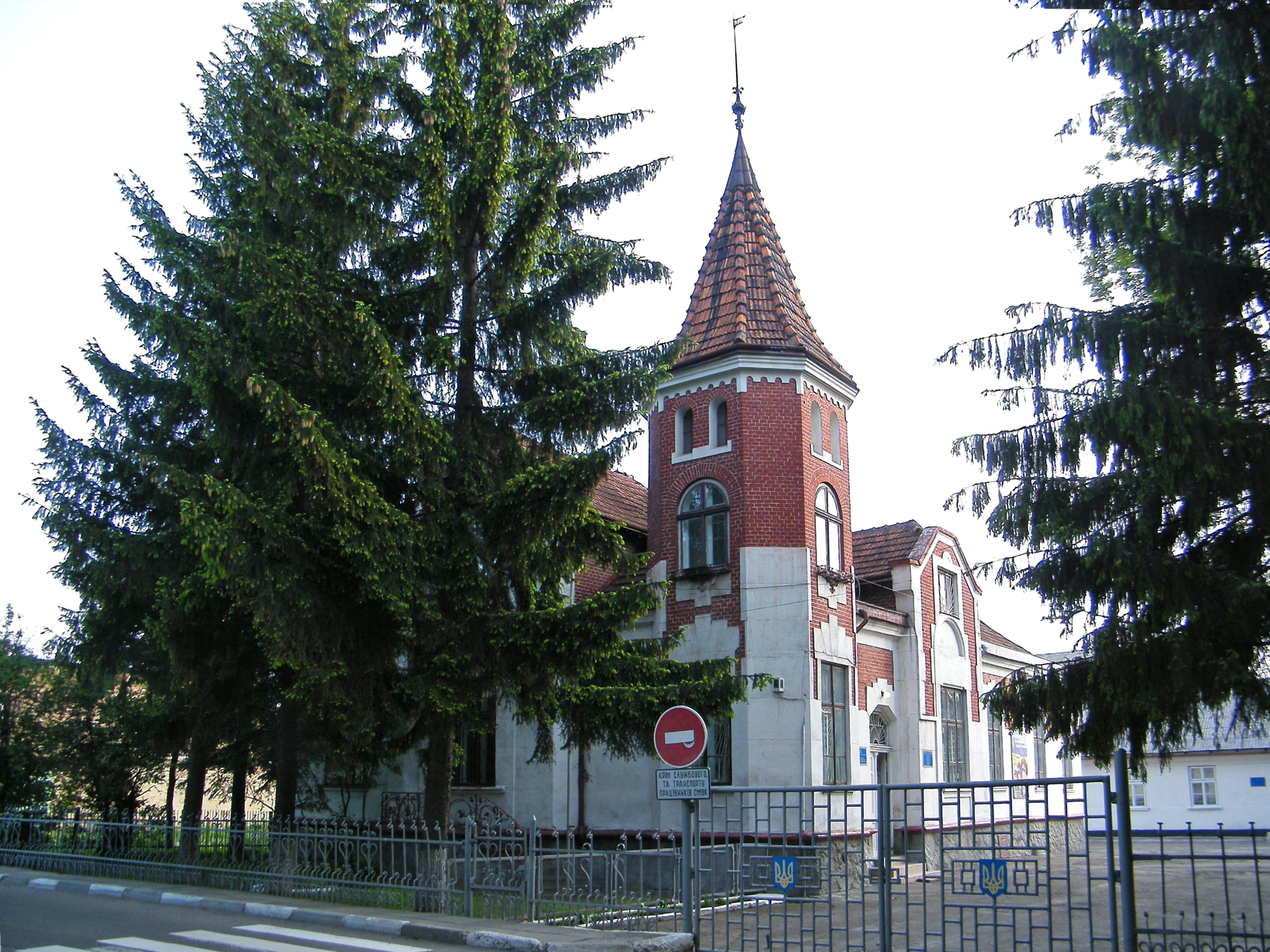
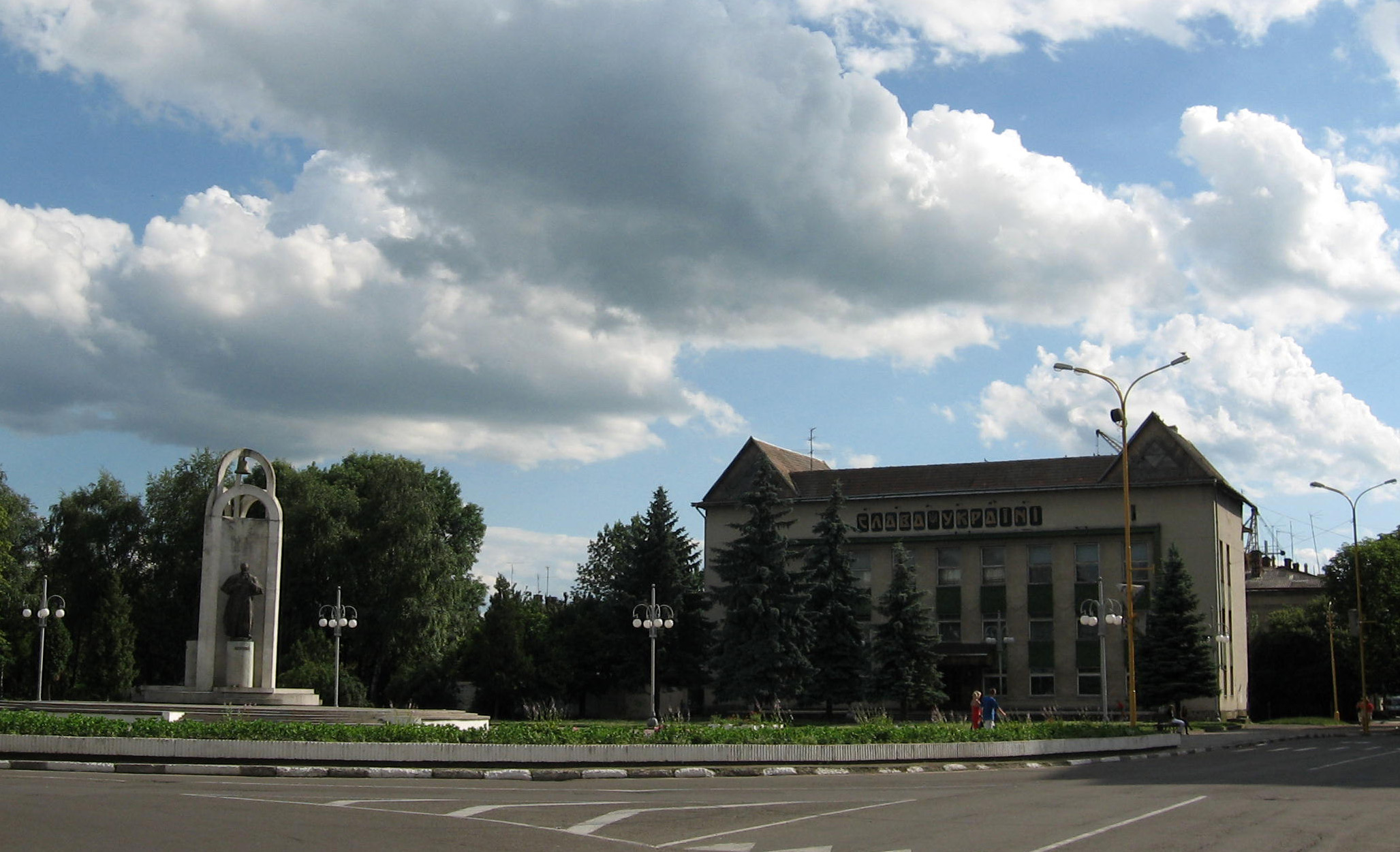
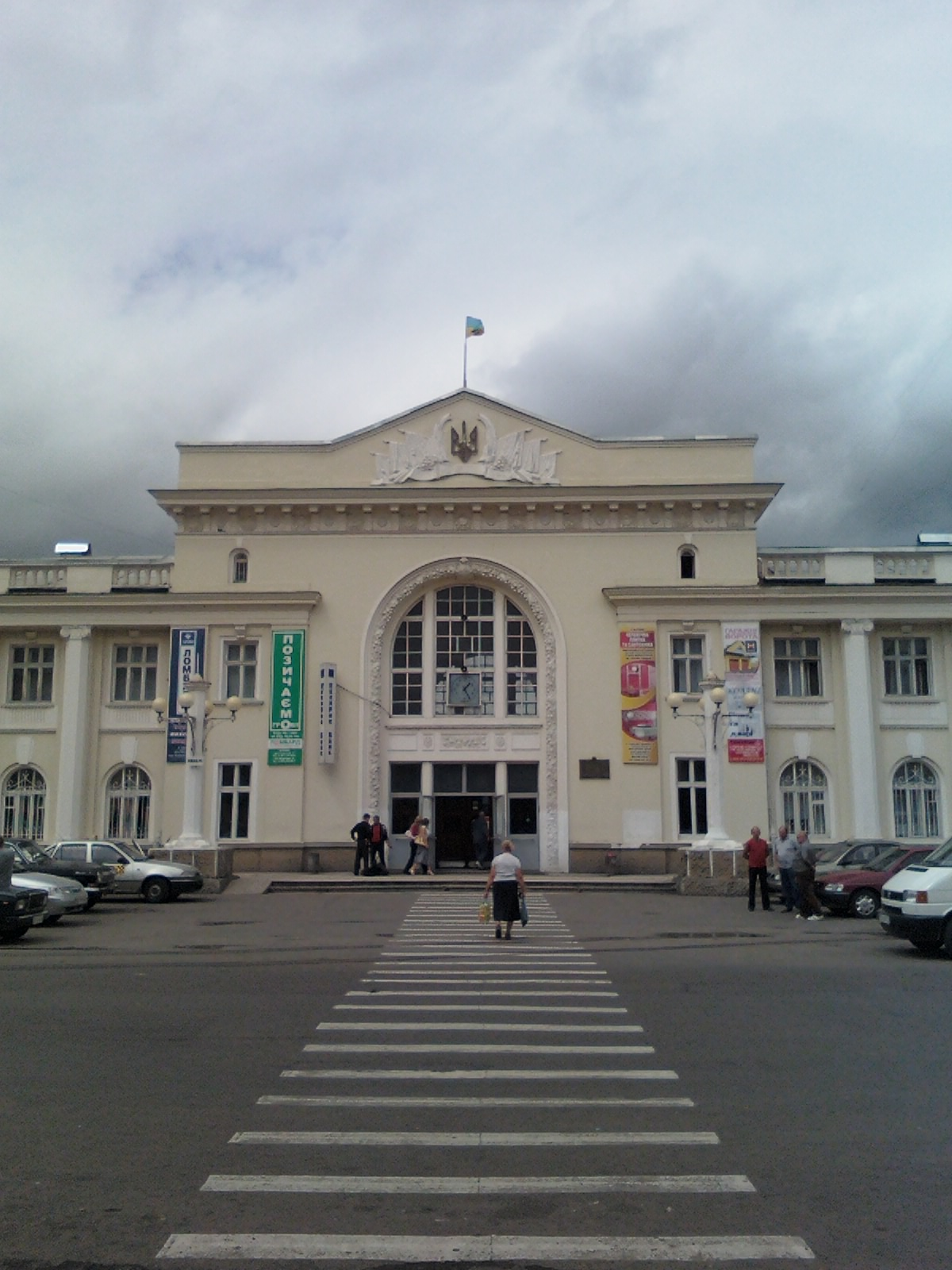

## 友好城市
- 盧森堡 阿尔泽特河畔埃施
- 波蘭 萬楚特縣
- 波蘭 希隆斯克地區勒武韋克縣
- 波蘭 新松奇
- 波蘭 莱什诺
- 波蘭 扎科帕內
- 摩尔多瓦 伯爾茲
- 德国 迪伦
- 拉脫維亞 陶格夫匹尔斯
- 匈牙利 基什孔豪洛什
- 格拉達查茨
- 英国 曼斯菲爾德
- 法國 莱塞比耶